# 能登三井站

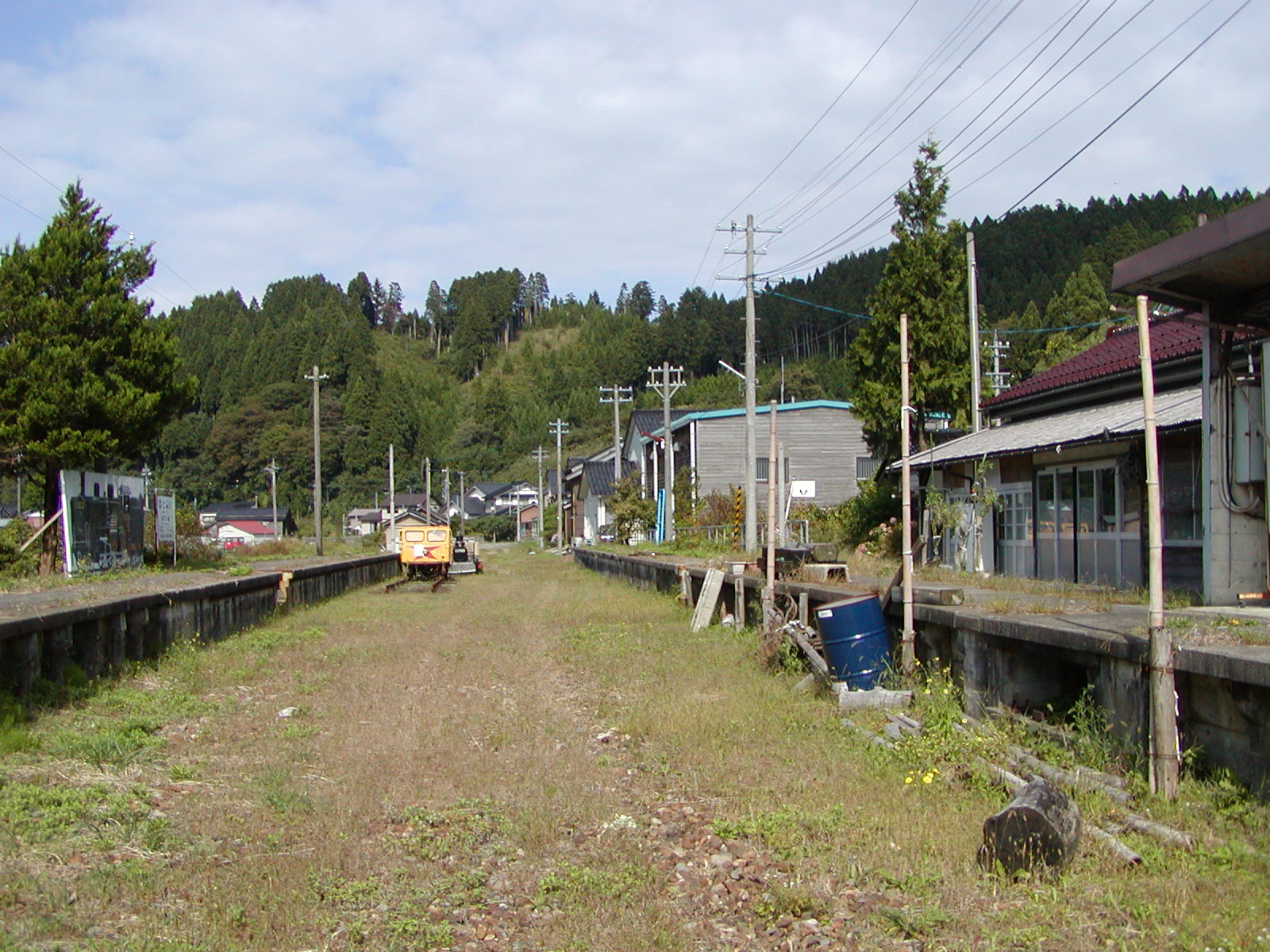
路軌撤走後，只遺留月台。圖中是望向輪島一方。（2005年10月9日）

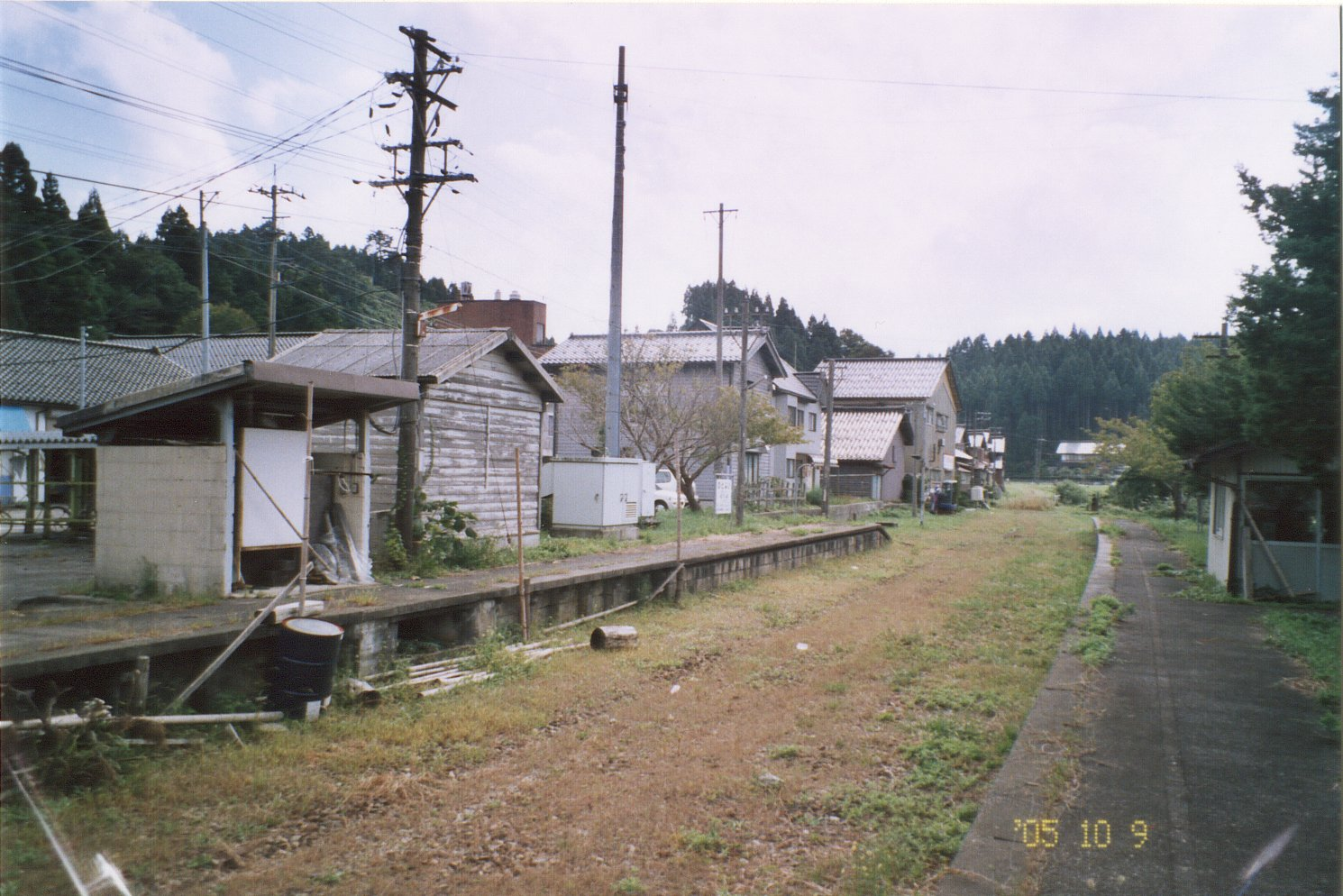
從車站大樓對面月台望向穴水。（2005年10月9日）

能登三井站（日语：／ Noto-Mii eki */?）是位於石川縣輪島市三井町，能登鐵道的七尾線車站（廢站）。
在車站廢除後，留下來的巴士站（三井駅站）成為了一個重要的交通據點。此條目也會紀述該巴士站。

## 歷史
- 1935年（昭和10年）7月30日 - 鐵道省七尾線 穴水至輪島之間開通，此站啟用。當時為一般車站。
- 1970年（昭和45年）11月15日 - 結束處理貨物。
- 1987年（昭和62年）4月1日 - 伴隨國鐵分割民營化，車站由西日本旅客鐵道（JR西日本）營運。
- 1991年（平成3年）9月1日 - JR西日本七尾線 七尾至輪島之間由能登鐵道繼承，成為能登鐵道車站。
- 1998年（平成10年）12月8日 - 廢除列車交會設備，成為無人車站。
- 2001年（平成13年）4月1日 - 能登鐵道七尾線 穴水至輪島之間廢除，此站也被廢除。
- 2004年（平成16年） - 路軌被撤走。
- 2007年（平成19年）3月20日 - 於車站大樓內的咖啡店「沙龍社之站」結業。
- 2008年（平成20年） - 月台被撤走。

## 車站構造
在成為能登鐵道前，此站設有2面2線的相對式月台，當時可進行列車交會。在七尾線仍然有貨運班次的時候，站內還有一條到發線。站內長久以來均設有臂木式號誌機，當時可看見列車司機交換路牌。在1998年12月時間表修正後，站內只剩下1面1線的單式月台，再沒有列車交會的情況，同時成為無人車站。此外，在列車交會設備廢除前，此站安裝了自動化的信號燈，但是該信號燈在正式投入運作前已經廢除列車交會設施。

## 車站廢除後
在車站廢除後，路軌還存在，當地居民曾經計劃把該路軌活化，讓礦車行走。在2004年，路軌被撤走，沒有再進行保存運動。在2008年，月台也被撤走，現時只遺留了車站大樓。
車站大樓在JR的時代起已經有一間咖啡店「沙龍社之站」，在廢線後繼續營業。在2007年3月20日結業。現時車站大樓被用作巴士候車室，其餘的空間開設了新的咖啡店「車站咖啡綠」。
在站前曾經設有站前商店街。於昭和40年代，站前的街道上設有30間以上的商店。在車站廢除後，許多商店均結業，截至2020年，只剩下數間商店營業。
截至廢線前，站內設有2座站名牌。於舊車站大樓附近的站名牌保持原狀，後來由三井公民館保管，於廢線後20年的2021年，站名牌遷移至公民館單車停泊場內。

## 巴士路線
| 三井站前       |             |                                                      |
| 北鐵奧能登巴士 | 三井線:     | 前往上與呂見                                         |
| 北鐵奧能登巴士 | 穴水輪島線: | 前往輪島站前、塚田，前往穴水、穴水醫院口             |
| 北鐵奧能登巴士 | 輪島特急線: | 前往輪島站前、輪島海洋鎮，前往金澤站西出口、兼六園下 |

- 輪島特急線不停靠舊能登三井駅站巴士站，而是停靠在縣道七尾輪島線（日语：石川県道1号七尾輪島線）三井繞道上的巴士站（從車站步行數分鐘）。
- 穴水輪島線和輪島特急線部分班次途經能登機場。

## 相鄰車站
能登鐵道
七尾線（廢線部分）
穴水－能登三井－能登市之瀨

## 注腳
1. ↑  懐想石川の鉄道 - のと鉄道七尾線3[]（日語）
2. 1 2  寺田裕一《私鉄の廃線跡を歩くIII 北陸・上越・近畿編》，JTB出版，2008年，139頁。ISBN 978-4-533-07145-4
3. ↑  ---The Ruins of Rail---廃線跡を旅する - 地方鉄道の現実 （页面存档备份，存于）（日語）
4. ↑  能登畠山氏七尾の歴史/不定期特集/能登の鉄道網 （页面存档备份，存于）（日語）
5. ↑  奥能登の魅力発見！！ ～石川県輪島市三井町を中心に～The charm discovery of okunoto!!　奥能登移住生活 - 能登三井駅 （页面存档备份，存于）（日語）
6. ↑  《三井駅 にぎわいもう一度 輪島 「廃線20年」前に軽トラ市》(2020年11月14日北國新聞朝刊25面)2020年11月14日參閲
7. ↑  . 北國新聞.   [2021-11-09]. （原始内容存档于2021-11-10） （日语）.